# Jamaitidion jamaicense
Genre
Espèce
Synonymes
- Theridion jamaicense Levi, 1959

Jamaitidion jamaicense, unique représentant du genre Jamaitidion, est une espèce d'araignées aranéomorphes de la famille des Theridiidae.

## Distribution
Cette espèce est endémique de Jamaïque.

## Description
Le mâle holotype mesure 1,7 mm et la femelle paratype 2,0 mm.

## Étymologie
Son nom de genre et son nom d'espèce, composé de Jamai[ca] et du suffixe latin -ensis, « qui vit dans, qui habite », lui a été donné en référence au lieu de sa découverte la Jamaïque.

## Publications originales
- Levi, 1959 : The spider genera Achaearanea, Theridion and Sphyrotinus from Mexico, Central America and the West Indies (Araneae, Theridiidae). Bulletin of the Museum of Comparative Zoology, vol. 121, no 3, p. 57-163 (texte intégral).
- Wunderlich, 1995 : Revision und Neubeschreibung einiger Gattungen der Familie Theridiidae aus der Nearktis und Neotropis (Arachnida: Araneae). Beiträge zur Araneologie, vol. 4, p. 609-615.